# Bitwa pod Prairie Grove
Bitwa pod Prairie Grove (niekiedy określana jako bitwa pod Fayetteville) – starcie zbrojne, które miało miejsce 7 grudnia 1862 roku podczas wojny secesyjnej na terenie obecnego hrabstwa Washington w stanie Arkansas. Strategiczne zwycięstwo wojsk Unii dowodzonych przez generałów Francisa J. Herrona i Jamesa G. Blunta nad siłami Skonfederowanych Stanów Ameryki pod dowództwem generała Thomasa Hindmana zapewniło federalistom kontrolę nad północno-zachodnią częścią stanu Arkansas.